# Brownea enricii
Brownea enricii är en ärtväxtart som beskrevs av Quinones. Brownea enricii ingår i släktet Brownea och familjen ärtväxter. Inga underarter finns listade i Catalogue of Life.